# Hyperythra penicillaria
Hyperythra penicillaria är en fjärilsart som beskrevs av Achille Guenée 1858. Hyperythra penicillaria ingår i släktet Hyperythra och familjen mätare. Inga underarter finns listade i Catalogue of Life.